# خالد شماريخ
خالد شماريخ (مواليد 7 يونيو 1990، لاعب كرة قدم إماراتي يجيد اللعب في الدفاع .
لعب سابقاً نادي العروبة و إنتقل إلى نادي الإمارات عام 2011 و في عام 2019 إنتقل إلى نادي اتحاد كلباء و أعير إلى نادي العروبة مطلع عام 2020 و انتقل إلى نادي دبا الفجيرة في صيف 2020 و انتقل إلى نادي الذيد في عام 2022.

## روابط خارجية
- خالد شماريخ على موقع Soccerway.com (الإنجليزية)